# Air Greenland
Air Greenland Inc., действующая как Air Greenland — региональная авиакомпания Гренландии со штаб-квартирой в городе Нуук, выполняющая авиаперевозки между населёнными пунктами Гренландии, чартерные рейсы и предоставляющая специальные услуги аэротакси, скорой медицинской помощи, поисковых и спасательных работ, производимых с воздуха, а также обеспечивающая регулярное воздушное сообщение со столицей страны — Копенгагеном. Место базирования авиакомпании и её главный транзитный узел (хаб) находятся в аэропорту Кангерлуссуак.
Владельцами Air Greenland являются правительство Гренландии (37,5 %), транспортная корпорация SAS Group (37,5 %) и правительство Дании (25 %). Сама авиакомпания является одним из собственников морского перевозчика Arctic Umiaq Line.
По состоянию на март 2007 года в авиакомпании работало 569 сотрудников, по данным статистической отчётности за 2008 год услугами Air Greenland воспользовалось 421 000 пассажиров.

## История
Авиакомпания Greenlandair была основана в ноябре 1960 года авиационной группой Scandinavian Airlines System и горнодобывающей компанией «Kryolitselskabet», а в 1962 году в число собственников вошли правительства Гренландии и Дании. В 1998 году флот Greenlandair пополнился первым реактивным лайнером Boeing 757—200. В 2002 году авиакомпания сменила своё название на Air Greenland, под которым работает по настоящее время.
В 2003 году Air Greenland выиграла тендер у Военно-воздушных сил США на право выполнять полёты на авиабазу Туле, ранее обеспечиваемые авиакомпанией SAS.
В 2007 году SAS Group объявила о намерениях продать свою долю собственности Air Greenland в рамках собственной программы по реструктуризации деятельности компании. Начало реализации планов намечено на вторую половину 2009 года.

## Флот
По состоянию на июль 2021 года воздушный флот авиакомпании Air Greenland состоял из следующих самолётов:

## Фотографии

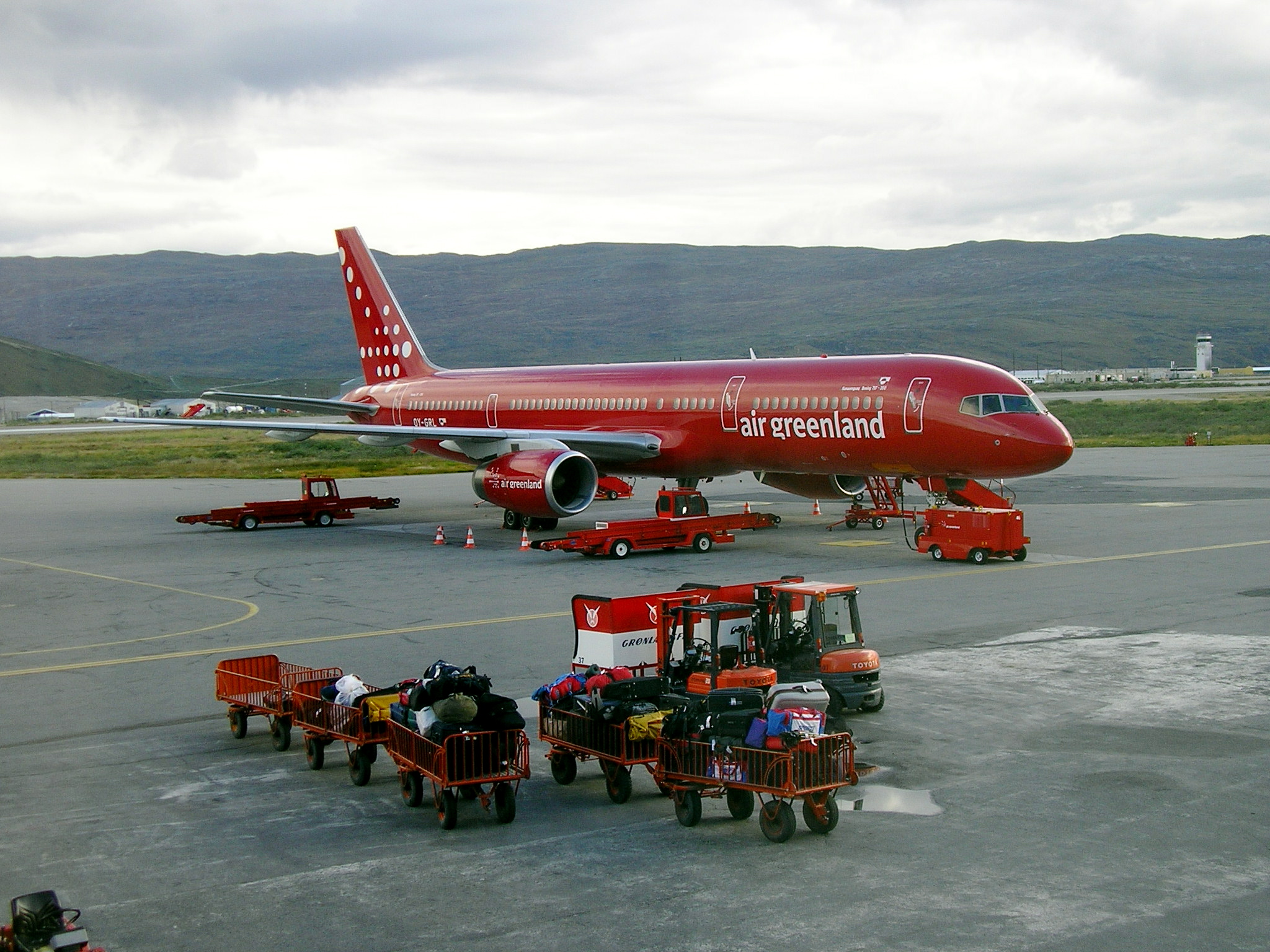
Boeing 757-200 Air Greenland в аэропорту Кангерлуссуак
De Havilland Canada Dash 8 на стоянке в аэропорту Нуук
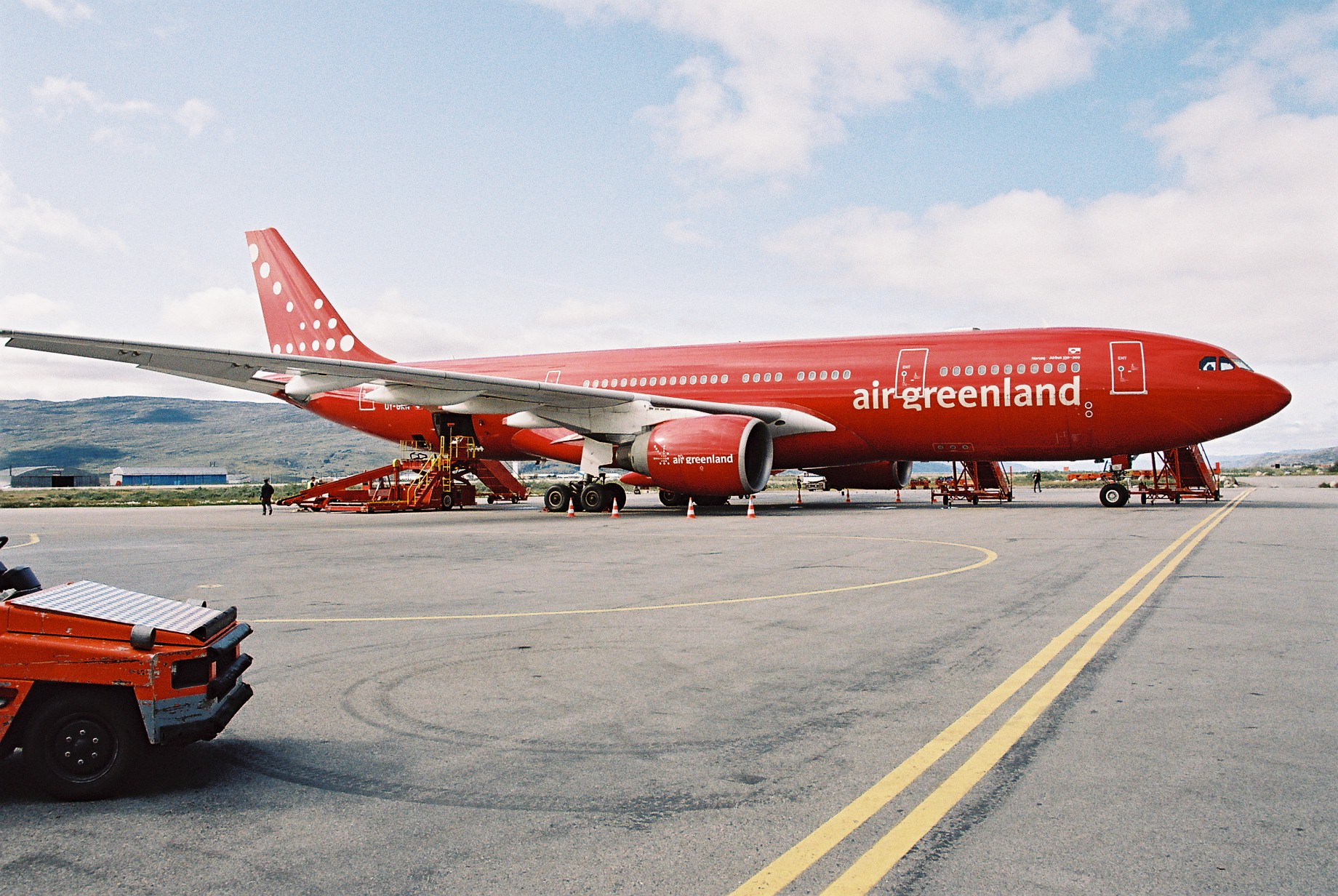
Airbus A330 Air Greenland в аэропорту Кангерлуссуак
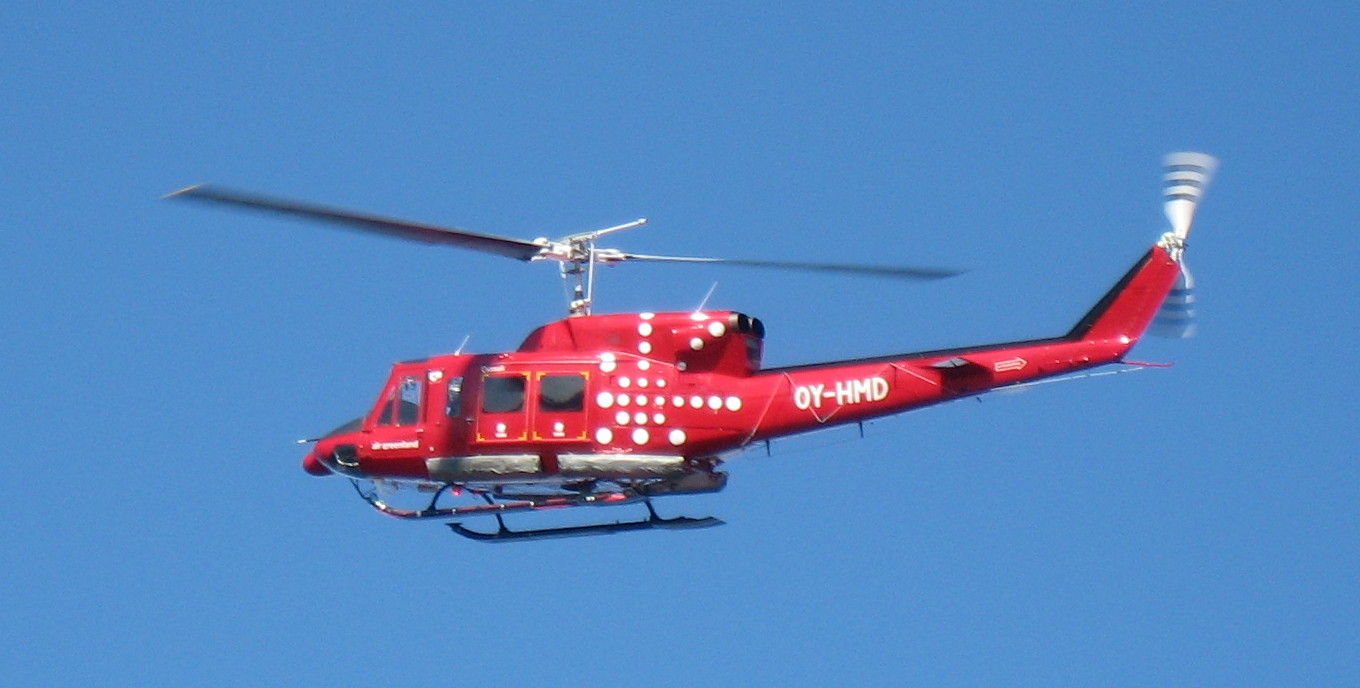
Bell 212 при заходе на посадку в бывшем аэропорту Упернавик
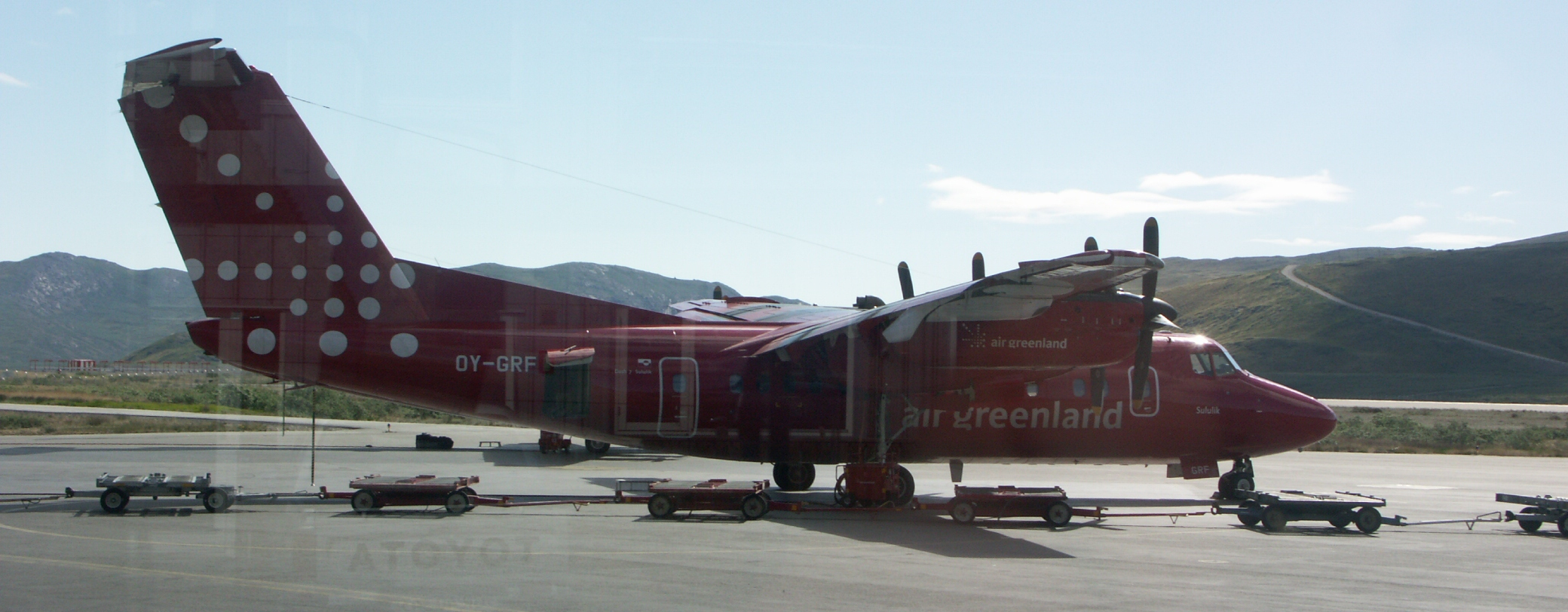
Dash-7 102 Air Greenland в аэропорту Кангерлуссуак